# Carpophthoromyia superba
Carpophthoromyia superba es una especie de insecto del género Carpophthoromyia de la familia Tephritidae del orden Diptera.

## Historia
Mario Bezzi la describió científicamente por primera vez en el año 1918.